# Drepanotylus pirinicus
Espèce
Drepanotylus pirinicus est une espèce d'araignées aranéomorphes de la famille des Linyphiidae.

## Distribution
Cette espèce est endémique de Bulgarie. Elle se rencontre à 2 550 m d'altitude sur le pic Vikhren dans le massif Pirin.

## Description
Le mâle holotype mesure 3,0 mm et la femelle paratype 3,0 mm.

## Étymologie
Son nom d'espèce lui a été donné en référence au lieu de sa découverte, le massif Pirin.

## Publication originale
- Deltshev, 1992 : Drepanotylus pirinicus n.sp. from Pirin Mountain (Bulgaria), with comparative remarks on the other species of the genus (Arachnida, Araneae: Linyphiidae). Berichte des naturwissenschaftlich-medizinischen Vereins in Innsbruck, vol. 79, p. 173-176 (texte intégral).